# Самойлова, Мария Леонидовна
Мария Леонидовна Самойлова (род. 22 декабря 1989, Челябинск) — российская волейболистка, диагональная нападающая.

## Биография
Начала заниматься волейболом в 1995 в челябинской СДЮСШОР «Юность-Метар» вслед за своей старшей сестрой Еленой Самойловой (род. 1988). 1-й тренер — Л. В. Сухова. В 2004 приглашена в ВК «Автодор-Метар», в составе фарм-команды которого дебютировала в первой лиге чемпионата России. С 2005 на протяжении 6 сезонов выступала уже за основную команду в высшей лиге «А» и (с 2006) в суперлиге российского национального первенства. В 2011—2021 выступала за команды из Нового Уренгоя, Саратова, Уфы, Воронежа, Санкт-Петербурга, Красноярска, Южно-Сахалинска, Нижнего Новгорода, Череповца, дважды за эти годы возвращаясь в Челябинск. В 2021 в 4-й раз заключила контракт с челябинским клубом («Динамо-Метар»).
В 2009 в составе студенческой сборной России принимала участие во Всемирной Универсиаде в Сербии.
В 2017 году в паре с К.Каримовой участвовала в чемпионате России по пляжному волейболу в Сочи.

### Клубная карьера
- 2004—2005 —  «Автодор-Метар»-2 (Челябинск) — первая лига;
- 2005—2011 —  «Автодор-Метар» (Челябинск) — высшая лига «А» и суперлига;
- 2011—2012 —  «Факел» (Новый Уренгой) — суперлига;
- 2012—2013 —  «Протон» (Саратов) — суперлига;
- 2013—2014 —  «Уфимочка-УГНТУ» (Уфа) — суперлига;
- 2014 —  «Автодор-Метар» (Челябинск) — высшая лига «А»;
- 2014—2015 —  «Воронеж» (Воронеж) — суперлига;
- 2015—2016 —  «Метар» (Челябинск) — суперлига;
- 2016—2018 —  «Ленинградка» (Санкт-Петербург) — суперлига;
- 2018—2019 —  «Енисей» (Красноярск) — суперлига;
- 2019—2020 —  «Сахалин» (Южно-Сахалинск) — суперлига;
- 2020 —  «Спарта» (Нижний Новгород) — суперлига;
- 2021 —  «Северянка» (Череповец) — высшая лига «А»;
- 2021—2024 —  «Динамо-Метар» (Челябинск) — суперлига.

## Достижения
- серебряный (2018) и бронзовый (2022) призёр розыгрышей Кубка России.
- победитель (2014, 2021) и серебряный призёр (2006) чемпионатов России среди команд высшей лиги «А».
- победитель (2020) и серебряный призёр (2018) розыгрышей Кубка Сибири и Дальнего Востока.
- победитель чемпионата Европы среди студентов 2015.